# Swetlana Walerjewna Schimkowa
Swetlana Walerjewna Schimkowa (russisch Светлана Валерьевна Шимкова, * 18. September 1983 in Bugulma, Tatarstan) ist eine russische Gewichtheberin.

## Karriere
Für Russland gewann Swetlana Schimkowa die Silbermedaille bei der Weltmeisterschaft 2005 in der Gewichtsklasse bis 63 kg mit einer Gesamtleistung von 247 kg und die Silbermedaille bei der Weltmeisterschaft 2006 mit 241 kg. Daneben stehen zwei Goldmedaillen, die sie bei den Europameisterschaften 2005 und 2006 mit einer Leistung von 250 kg geholt hatte.